# Straßenbahn Beirut

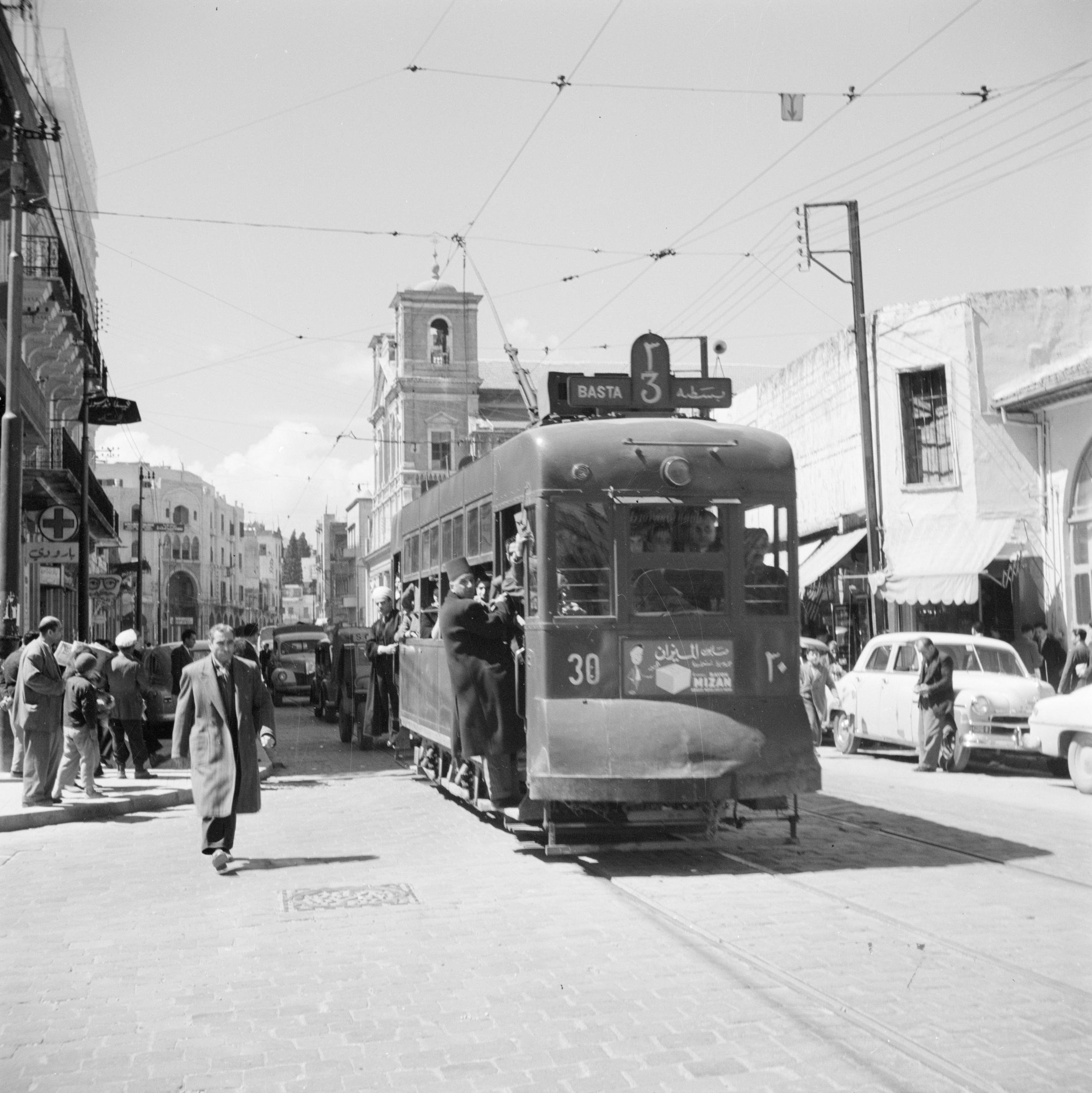
Triebwagen 30 auf Linie 3 Richtung Basta im Jahr 1950

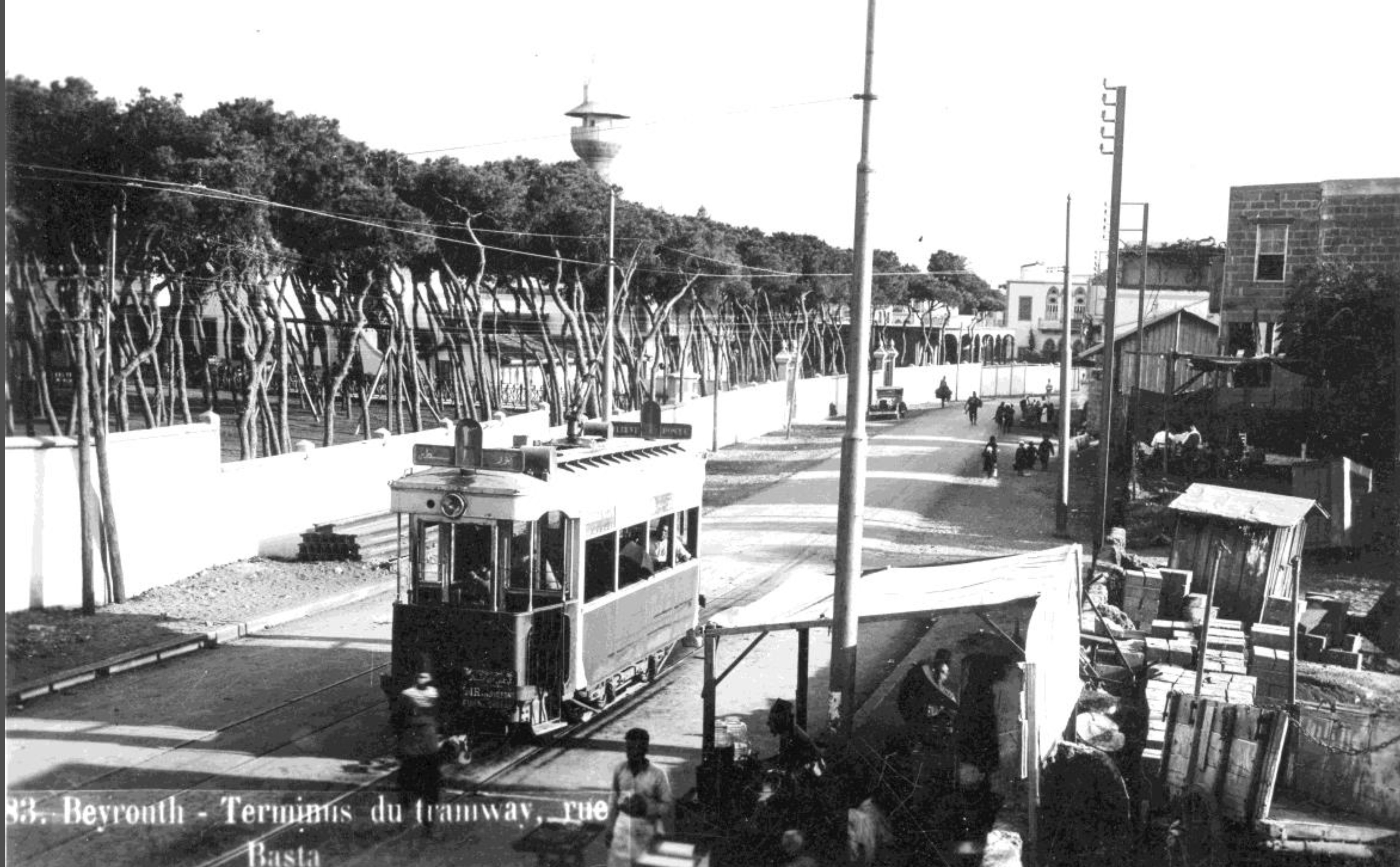
Straßenbahn in der Rue Basta

Straßenbahnnetz im Jahr 1961

Die Straßenbahn Beirut war das Straßenbahnsystem der libanesischen Hauptstadt. Sie verkehrte zwischen dem 19. April 1908 und September 1965 auf der im Nahen Osten gängigen Spurweite von 1050 mm. Die maximale Netzausdehnung betrug 12 Kilometer.

## Geschichte
Im Jahr 1906 erhielt das französisch-belgische Unternehmen Société anonyme ottomane des tramways et d'électricité de Beyrouth gegen Zahlung von 800.000 belgischen Francs eine ottomanische Konzession für den Straßenbahnbetrieb in Beirut.
Bereits 1906 schlossen sich die Konzessionäre mit der Banque Liègeoise und der Société d’Entreprise générale de Travaux (ENGETRA) zur Gründung der Société anonyme ottomane des Tramways et de l’Electricité de Beyrouth (OTEB) zusammen.
1924 kaufte das französisch dominierte Unternehmen Tramways et Eclairage de Beyrouth die Konzessionen und die Infrastruktur der OTEB auf.
In den 1920er- und 1930er-Jahren kam es aufgrund von als unangemessen empfundenen Preiserhöhungen zu Boykottaktionen von Elektrizitäts- und Straßenbahnbetrieben. Gefordert wurde einerseits die Halbierung der Fahrpreise sowie auch die Beschaffung modernerer Straßenbahnwagen.

„In Beirut, meanwhile, the first boycott of Tramways de Beyrouth was declared in July 1922 in response to the company having raised prices during the war. In dramatic scenes that would be repeated in 1931, the boycott committee was able to mobilize large crowds to prevent passengers from boarding trams, while subsidizing groups of taxi drivers to improvise a replacement service along the main line.“

„In Beirut wurde im Juli 1922 der erste Boykott der Tramways de Beyrouth ausgerufen, weil das Unternehmen während des Krieges die Preise erhöht hatte. In dramatischen Szenen, die sich 1931 wiederholten, gelang es dem Boykottkomitee, große Menschenmengen zu mobilisieren, um die Fahrgäste am Einsteigen in die Straßenbahnen zu hindern, und gleichzeitig Gruppen von Taxifahrern zu subventionieren, die auf der Hauptstrecke einen Ersatzverkehr einrichteten.“

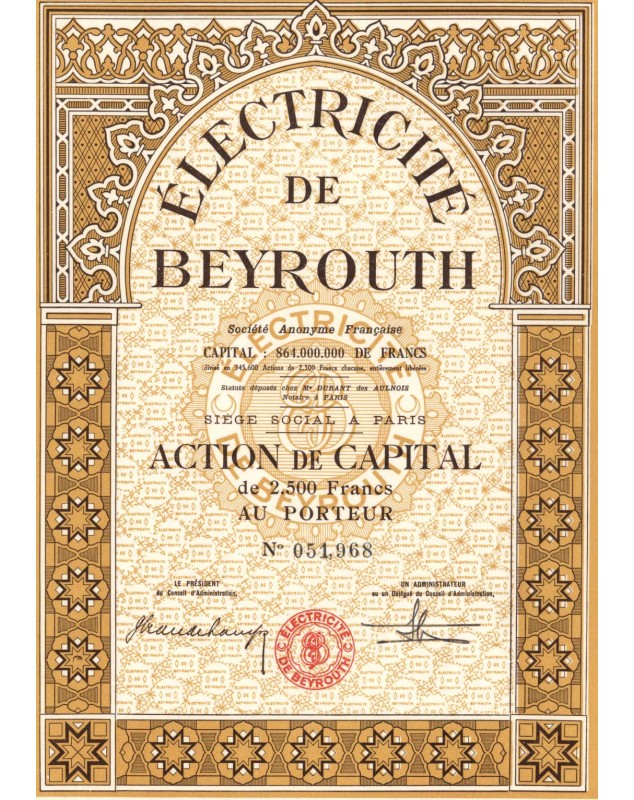
Aktie Electricité de Beyrouth

1935 wurde die Straßenbahngesellschaft auf der Hauptversammlung in Electricité de Beyrouth umbenannt.
Durch das libanesische Gesetz vom 7. Juli 1954 wurde das Unternehmen verstaatlicht, jedoch durch Zahlung von 23.500.000 Libanesischen Pfund entschädigt.
1956 wurde überlegt, die Straßenbahn durch Trolleybusse zu ersetzen.
Nach dem Beschluss zur Stilllegung wurde erwogen, die existierenden Fahrzeuge nach China zu verkaufen, um damit eine Rate für anzuschaffende Omnibusse finanzieren zu können. Letztendlich wurden die Fahrzeuge überwiegend verschrottet.

## Fahrgastentwicklung
Angaben durchwegs aus Dussart-Desart: Les tramways belges dans l’Empire ottoman
- 1932: 13 Millionen Fahrgäste
- 1934: 38 Millionen Fahrgäste
- 1951: 57,5 Millionen Fahrgäste

## Fahrzeuge
Es existierten insgesamt 75 Fahrzeuge. Diese wurden von Energie, Ateliers Métallurgiques de Nivelles, Compagnie centrale de construction (Haine-Saint-Pierre), Usines Ragheno (Malines) sowie Braine-le-Comte (1934 bis 1939) geliefert.

## Netz
Bereits vor dem Ersten Weltkrieg gab es vier Linien. Sie waren mit Farben bezeichnet:
- Rot: Nahr Beirut – Place de l’Union (oder Place des Martyrs) – Khan Anton Beg
- Grün: Place de l’Union – Bois de Pins
- Gelb: Place de l’Union – Damascus Road – Fourn el Chebak
- Blau: Place de l’Union – Phare

Nach dem Ersten Weltkrieg verkehrten fünf Linien:
- 1: Fourn El Chebak – Bab Idriss – Amerikanische Universität – Ras Beirut – Al-Manara
- 2: Al-Hamidiyah-Platz (Place des Martyrs) – Straße Beirut-Damaskus – Fourn Al Chebak
- 3: Place de l’Union (Place Ryad El Solh) – Basta – Al-Horsh
- 4: Fourn El Chebak – Rue Foch – Rue Al Mirfa – Bahnhof
- 5: Fourn El Chebak – Al Borj – Al Nahr – Dora

Mit Stand 1961 wurden vier von einem zentralen Knoten am Al-Hamidiyah-Platz (Place des Martyrs) ausgehende Streckenäste betrieben, einige kürzere Abschnitte im Zentrum waren zu diesem Zeitpunkt bereits eingestellt.
Es waren zwei Depots vorhanden, eines am Hafen in der Rue en Nahr sowie eines im Süden an der Endstelle in der Rue de Damas.

## Relikte

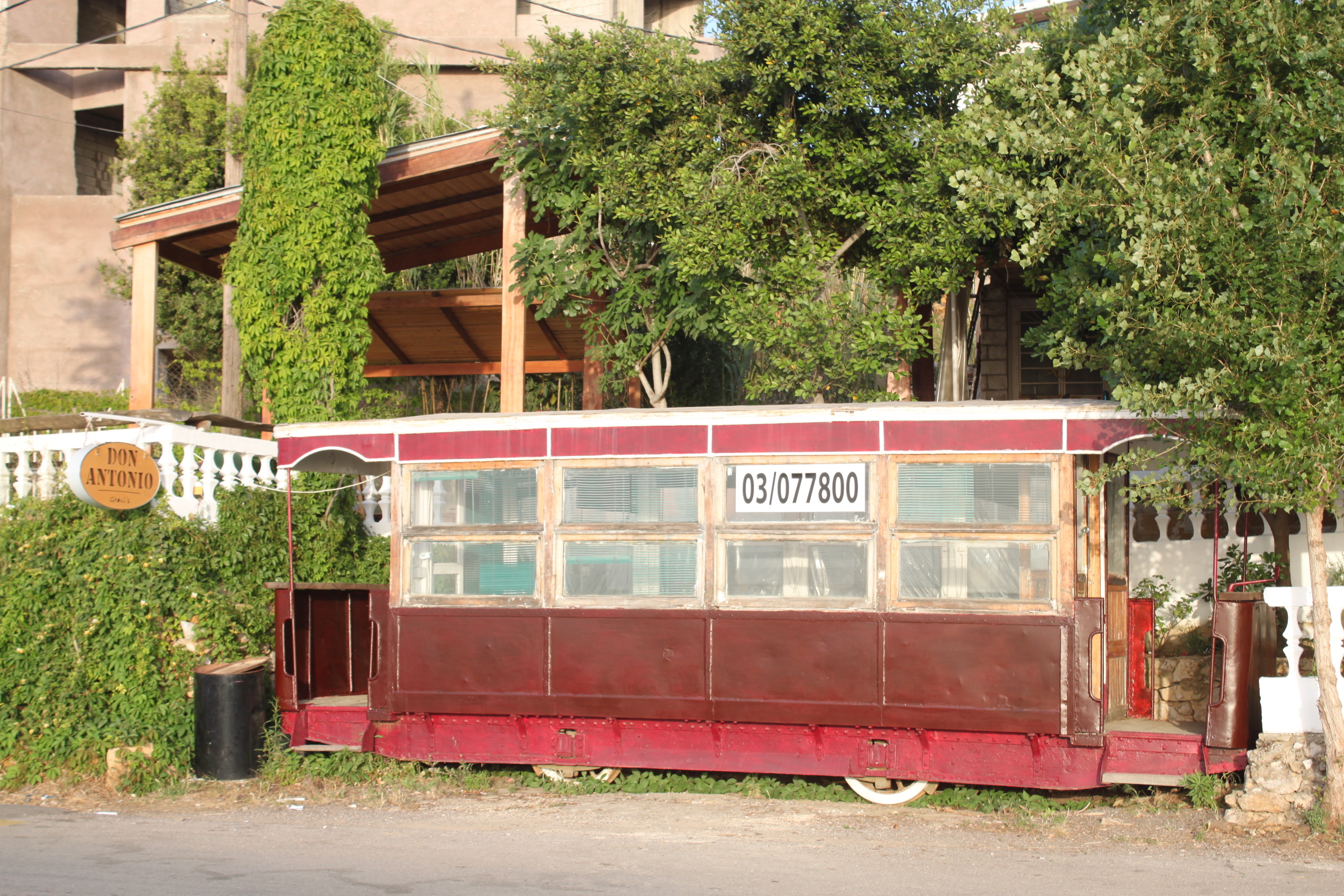
Beiwagen in Roumieh

Einige wenige Fahrzeuge landeten als Attraktion in Restaurants. Im Beiruter Lokal Le Tramway dürften bis zu vier Fahrzeuge zeitweise erhalten geblieben sein. Ein Beiwagen wurde im Don Antonio/Ghoul’s Restaurant in Roumieh aufgestellt.

## Neue Ideen
Im Zuge von Wiederaufbauplanungen nach der Explosionskatastrophe in Beirut 2020 wurden auch Überlegungen angestellt, ein neues Straßenbahnnetz zu etablieren.

## Galerie

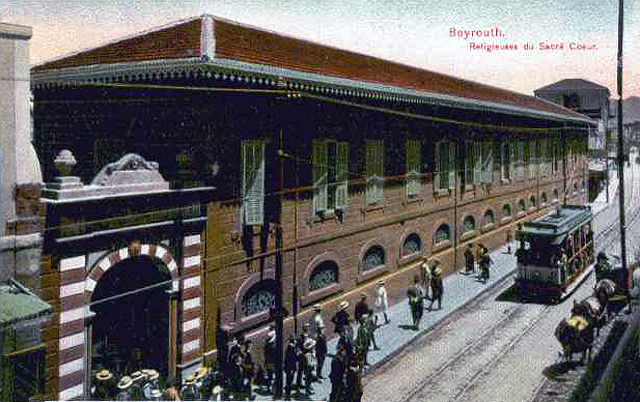
Vor dem Zweiten Weltkrieg
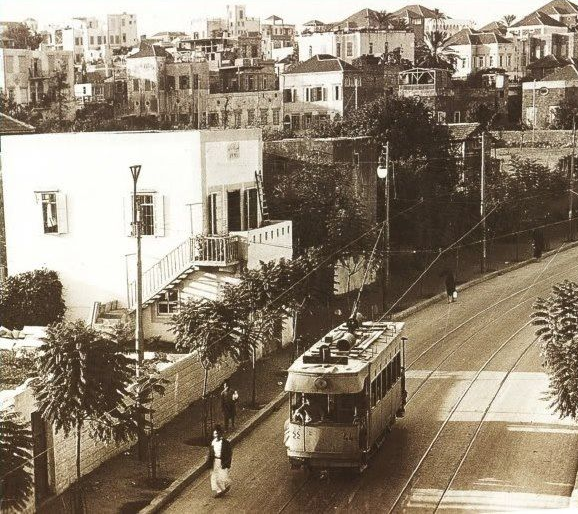
Vor dem Zweiten Weltkrieg, Triebwagen 44
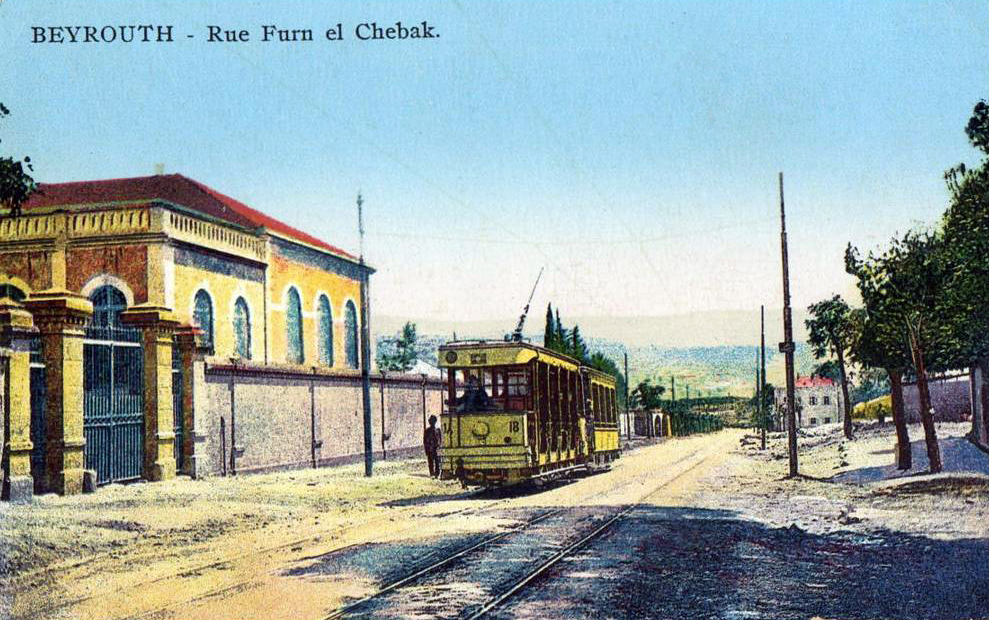
Vor dem Zweiten Weltkrieg, Triebwagen 18
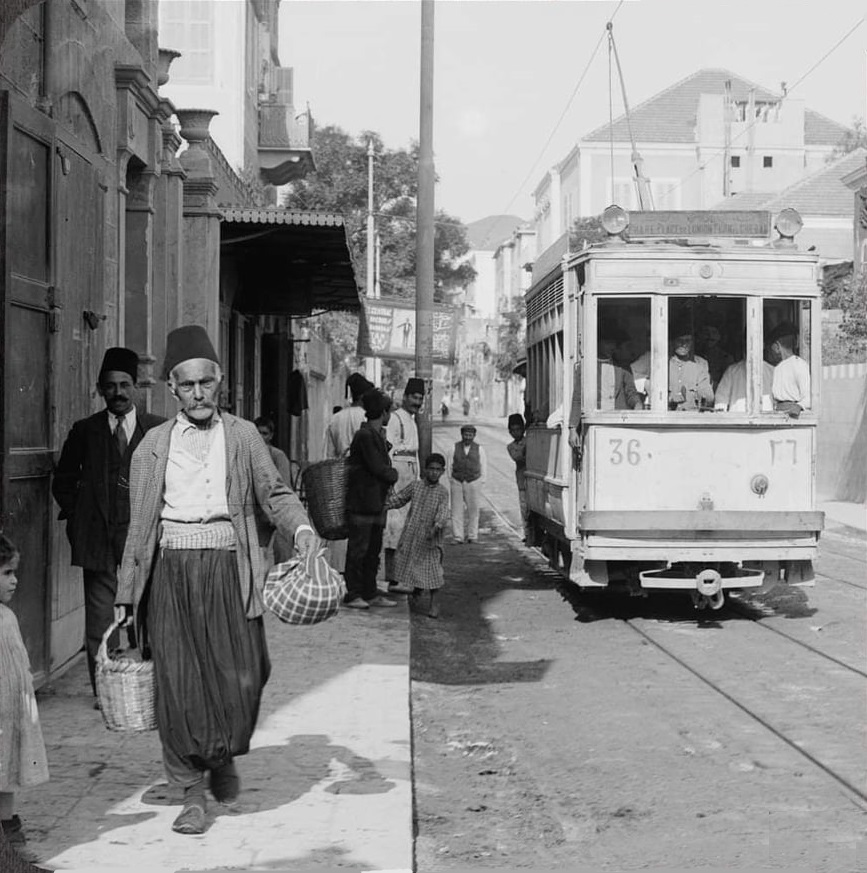
Straßenszene mit Triebwagen 36
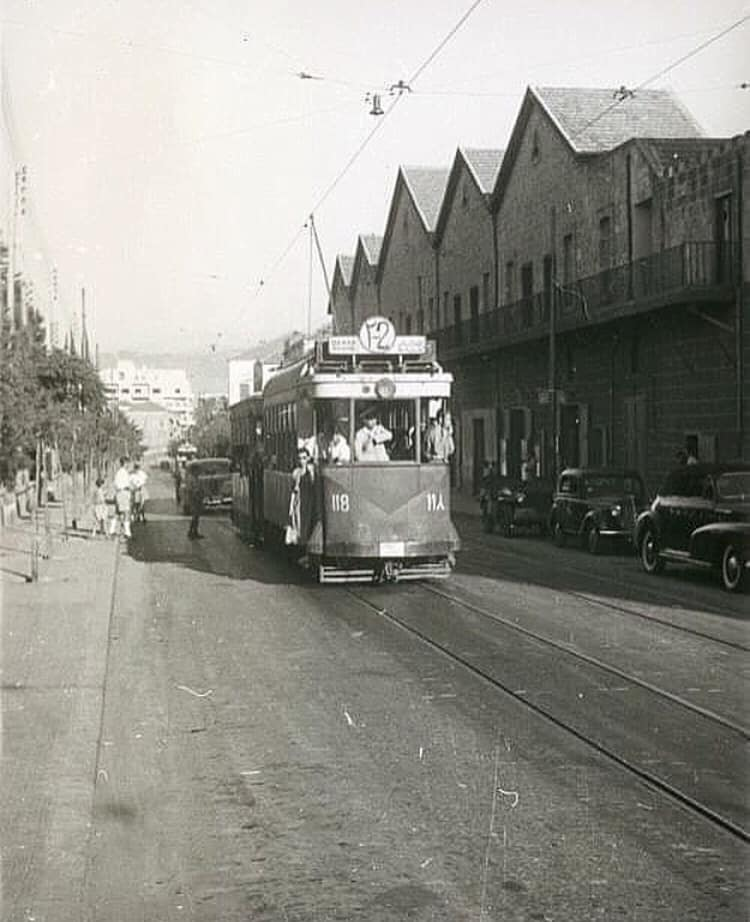
1940er-Jahre, Triebwagen 118
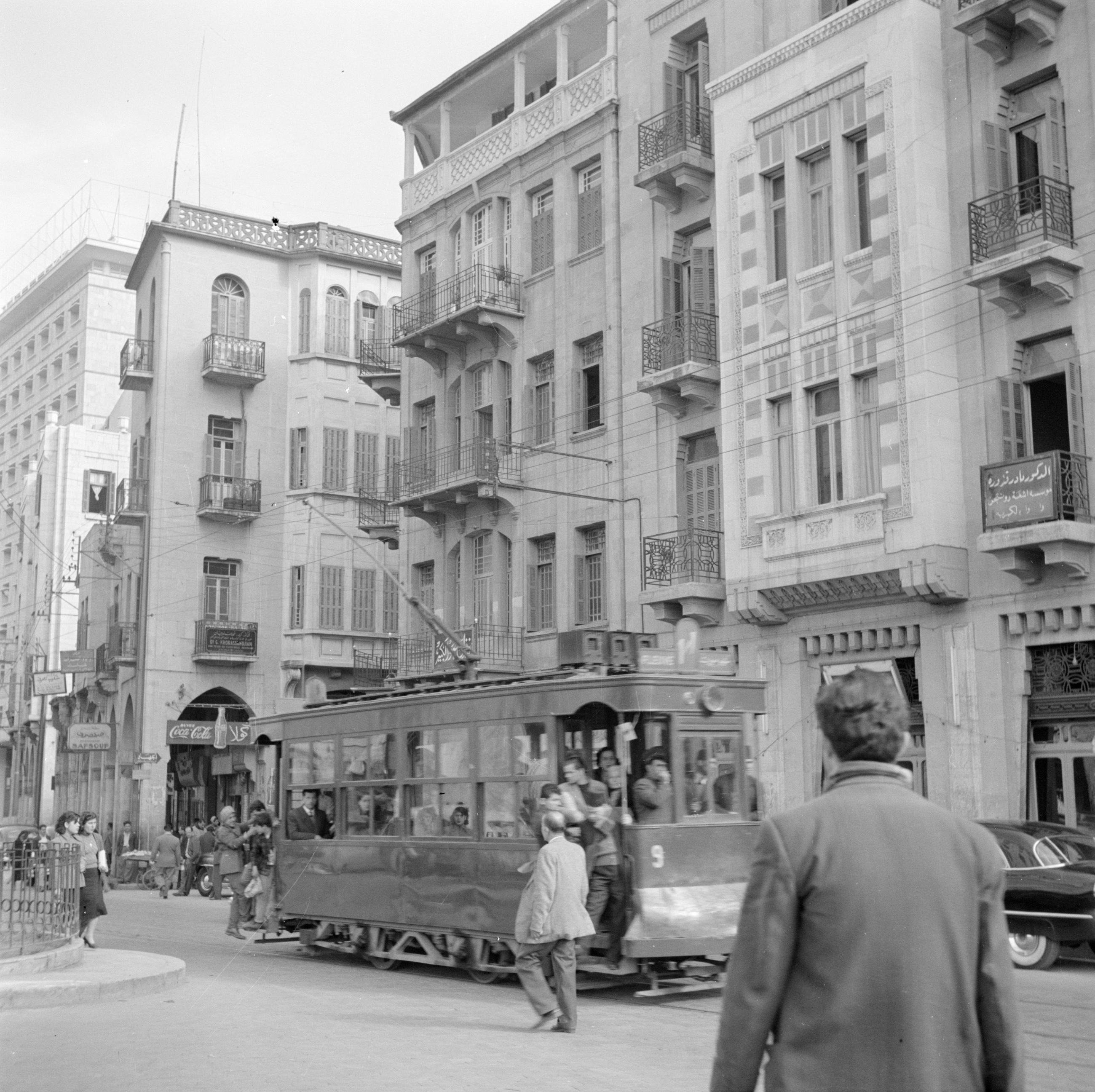
Im Jahr 1950
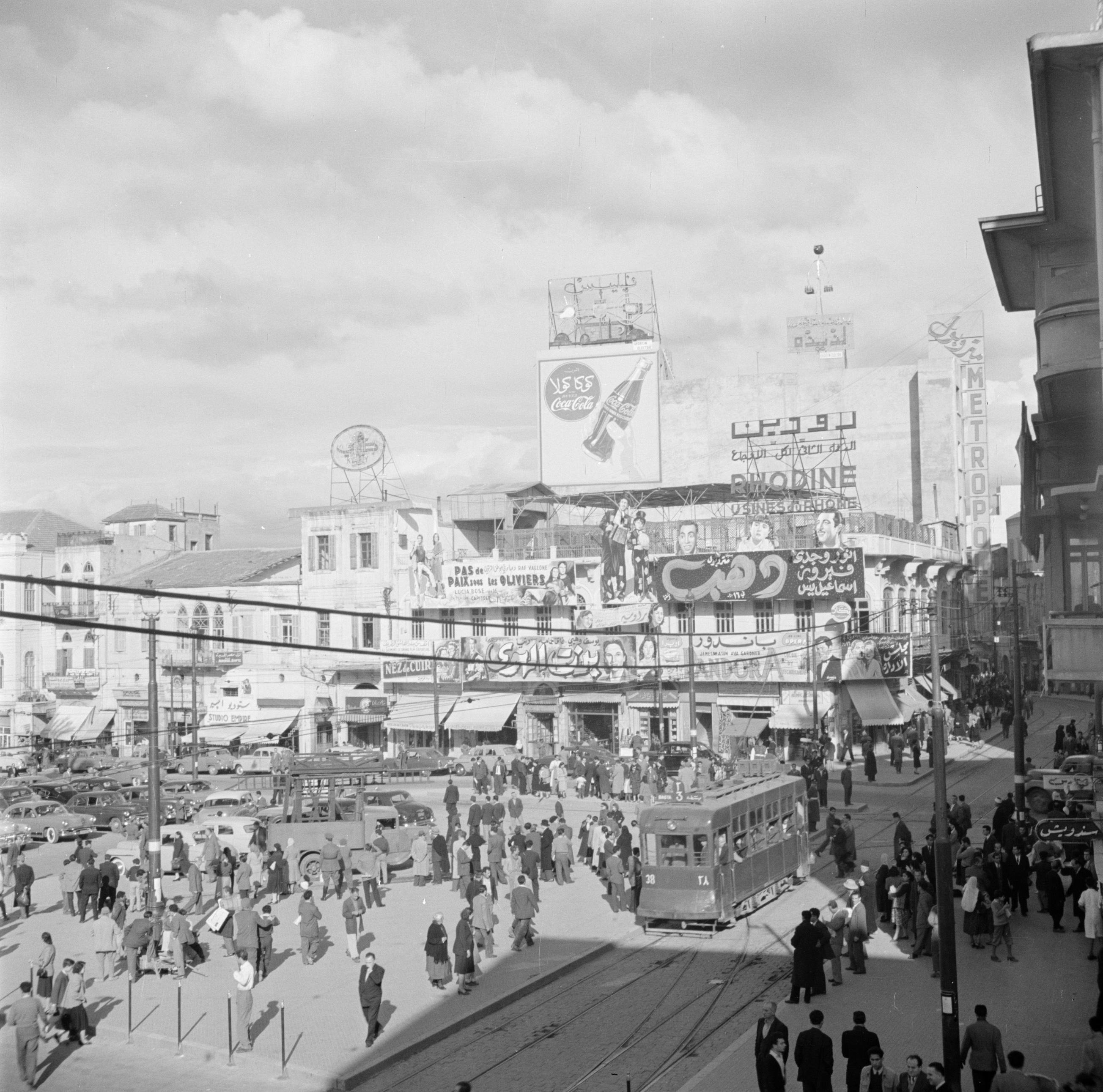
Im Jahr 1950
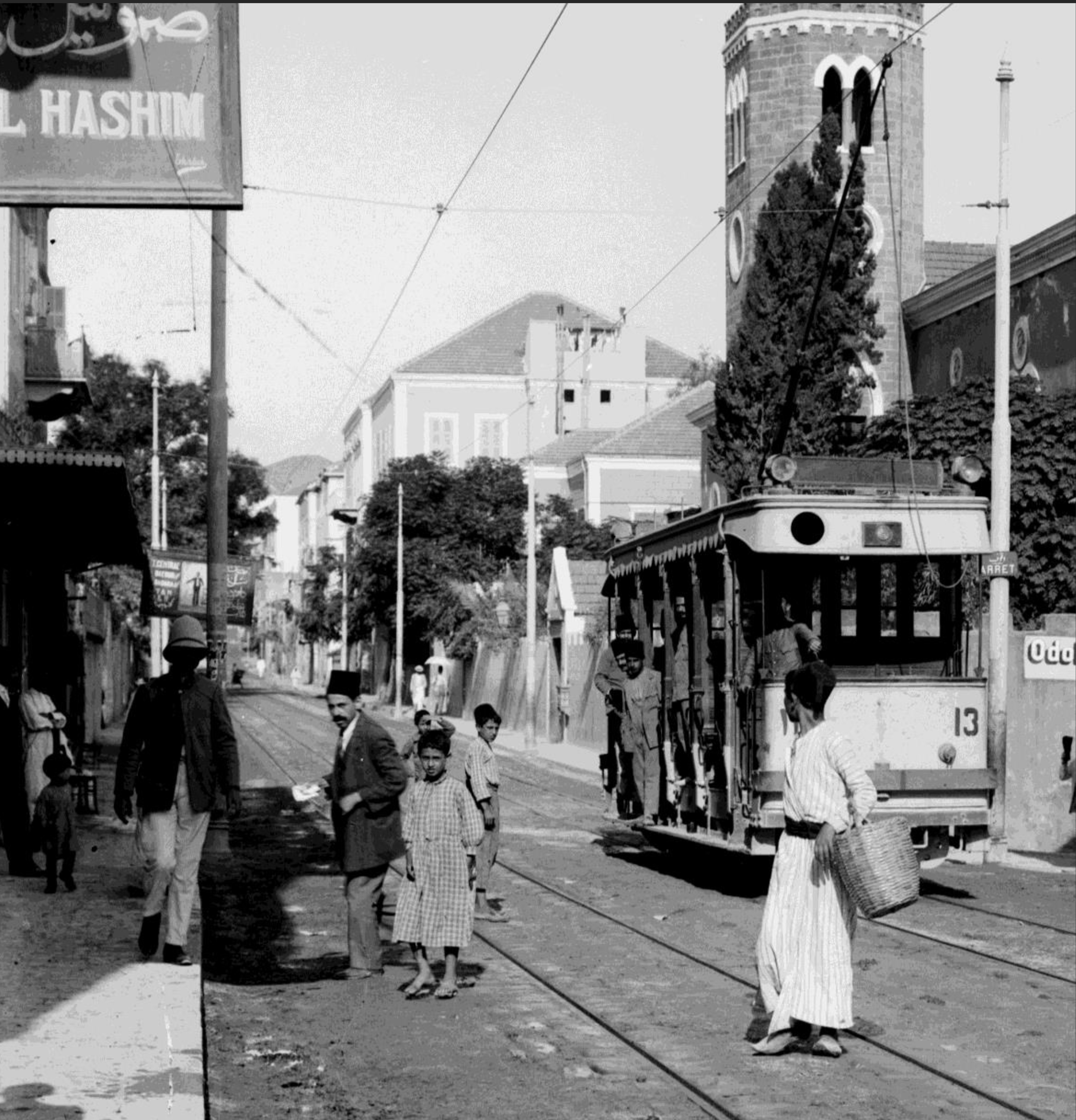
Triebwagen 13
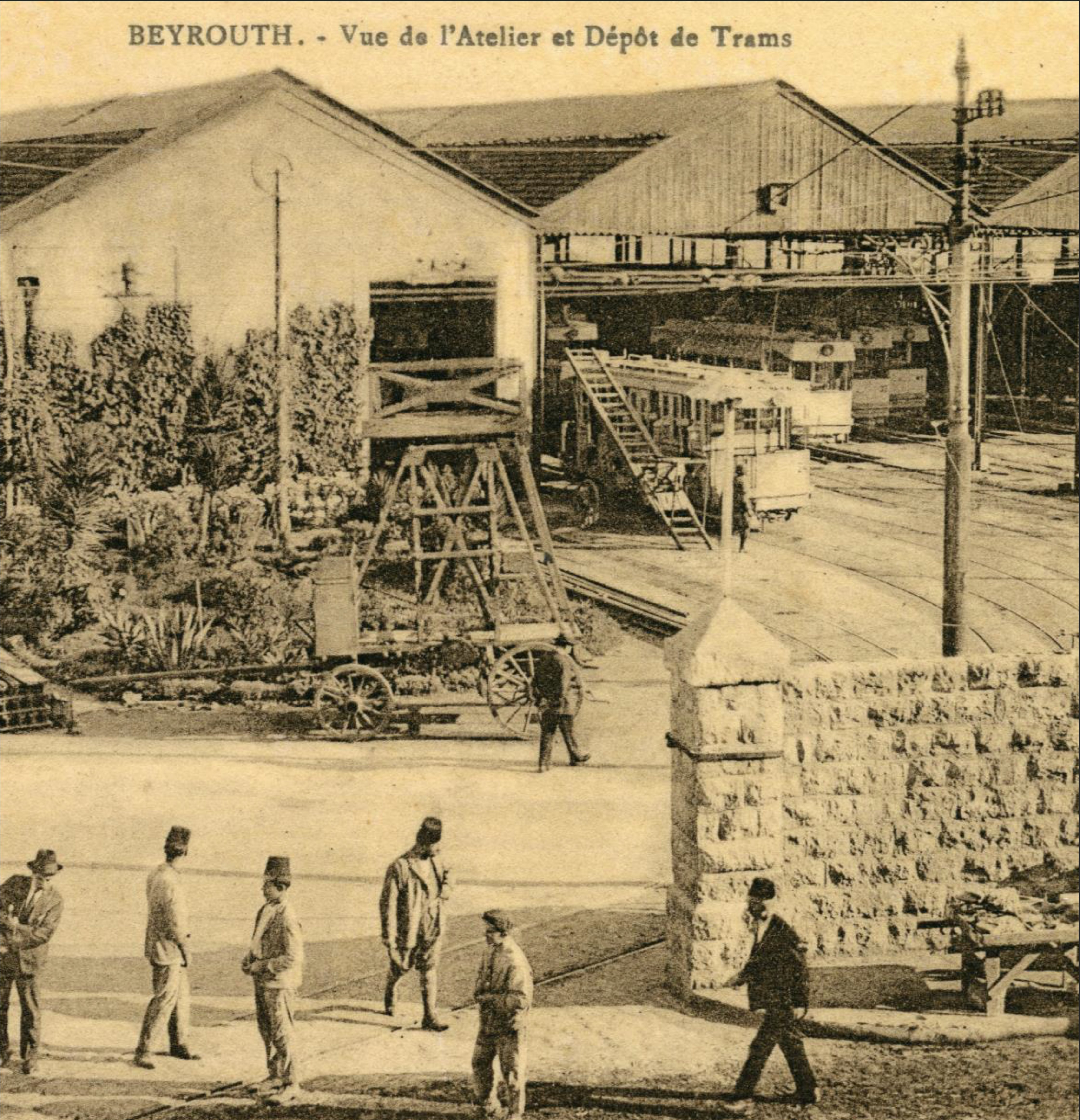
Depot der Straßenbahn
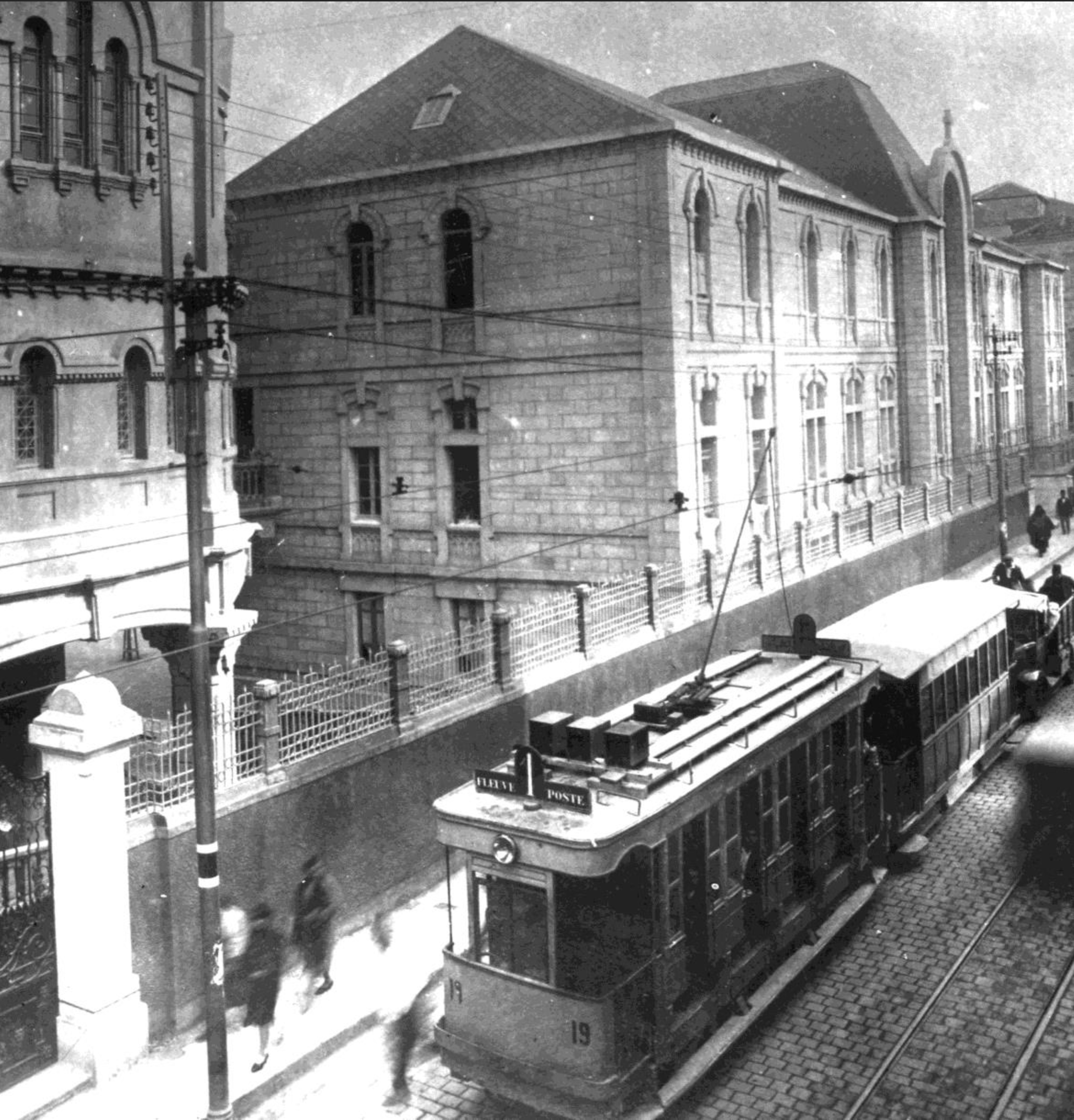
Triebwagen 19
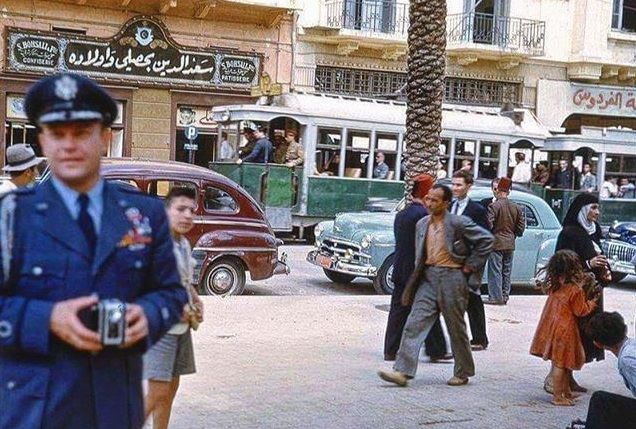
In den letzten Betriebsjahren
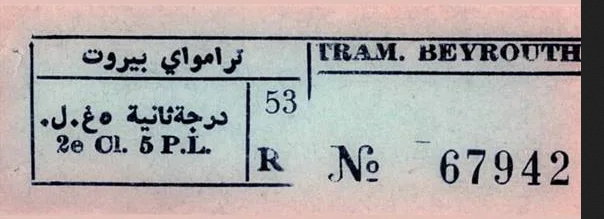
Straßenbahnfahrschein
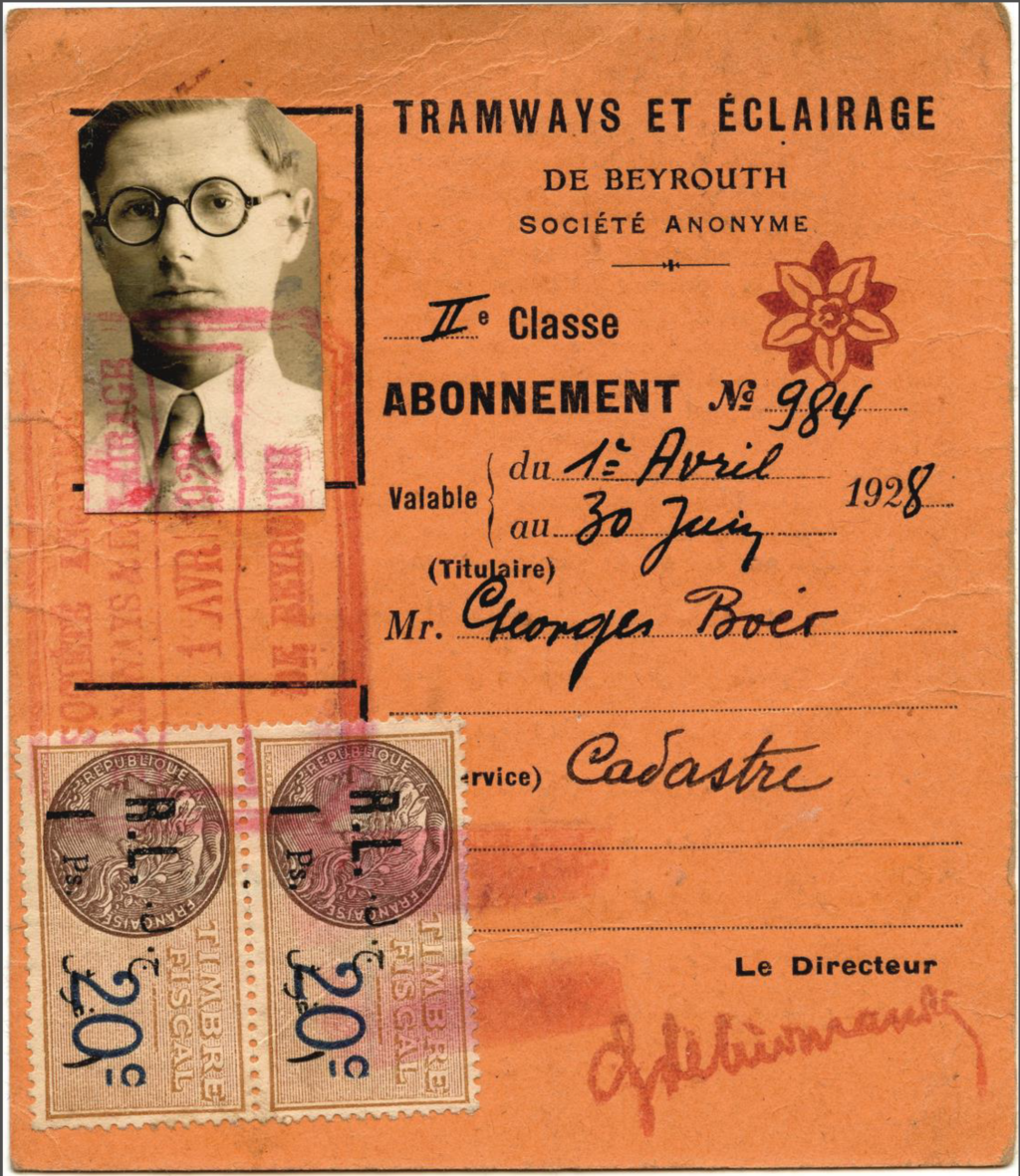
Monatskarte 1928